# Laure Dupraz
Pour les articles homonymes, voir Dupraz.
Laure Dupraz, née le 16 juin 1896 à Genève et morte le 26 octobre 1967 à Fribourg, est une pédagogue suisse.
Première femme professeure ordinaire dans une université de Suisse romande, elle s'est particulièrement engagée en faveur de l'éducation des filles et des jeunes femmes.

## Biographie
Fille de Louis-Alphonse Dupraz et de Laurence Esseiva, tous deux fribourgeois, Laure Dupraz naît à Genève le 16 juin 1896.
À tout juste 15 ans, elle quitte la maison pour aller étudier à Fribourg, où sa famille est encore bien implantée. En 1912, elle obtient son brevet d'institutrice. Elle poursuit ses études au Lycée cantonal de jeunes filles de Fribourg, où elle obtient en 1921 sa maturité fédérale, puis à l'institut Gutenberg au Liechtenstein où elle apprend l'allemand. Elle étudie ensuite à l'Université de Fribourg, où elle obtient une licence en mathématiques puis, en 1932, un doctorat en philosophie.
À partir de 1933, elle dirige l'école secondaire de jeunes filles de Fribourg jusqu'en 1943. De 1939 à 1942, elle enseigne la pédagogie et la didactique à l'Université de Fribourg, en tant que chargée de cours. En 1944, elle est nommée professeur extraordinaire de l'Université de Fribourg, puis professeur ordinaire en 1948. Cette nomination en tant que première femme professeure ordinaire d'une université de Suisse romande rencontre un vif écho dans la presse régionale et nationale. En 1949 et 1950, Laure Dupraz est doyenne de la Faculté des Lettres.
Fervente catholique et très engagée en faveur de l'éducation des filles et des jeunes femmes, Laure Dupraz consacre durant sa carrière un grande partie de son temps à l'écriture : elle publie de nombreux articles sur l'enseignement féminin chrétien. Elle œuvre également au sein de diverses associations. En 1951 et 1952, elle est l'une des délégués officiels du Conseil fédéral lors des conférences générales de l'UNESCO à Paris, puis du Vatican lors de la Conférence internationale de l'Instruction publique de 1953 à Genève.
Laure Dupraz prend sa retraite en 1965. Elle meurt à Fribourg le 26 octobre 1967.

## Hommages

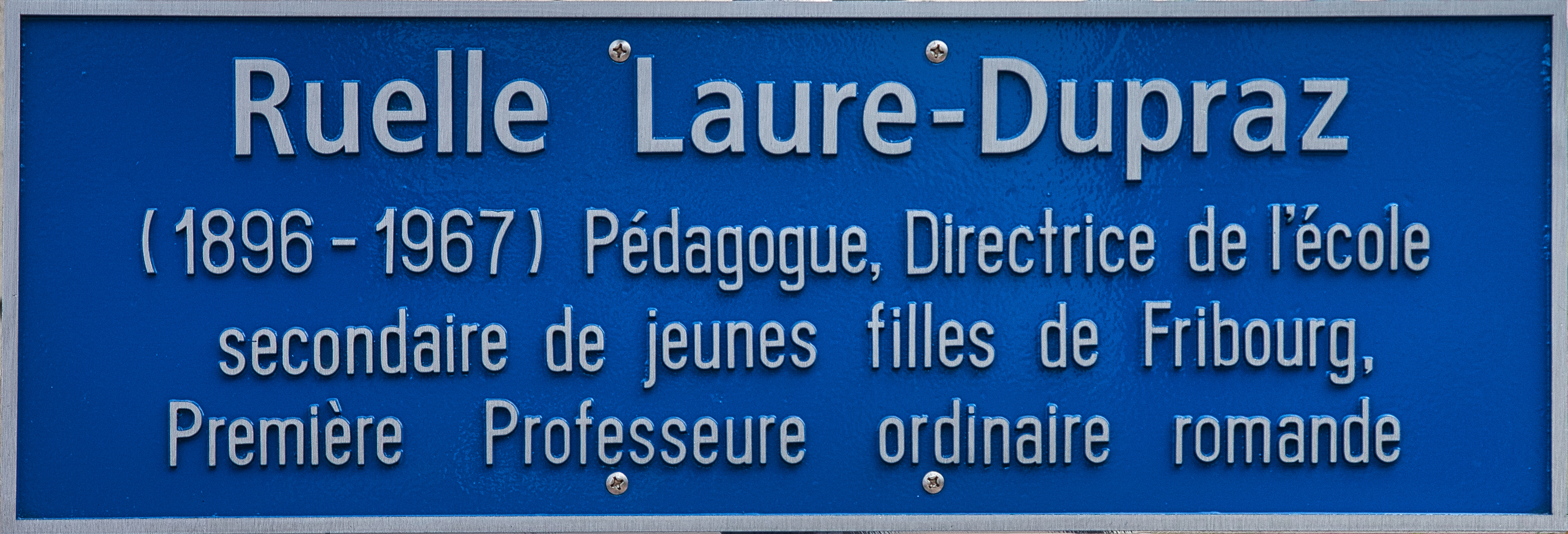
Ruelle Laure-Dupraz

Le 25 avril 2023, une ruelle du campus universitaire de Miséricorde de l'Université de Fribourg a été baptisée du nom de Laure Dupraz.

## Publications notables

### Livres
- Le scoutisme, une rude école. Imprimerie St-Paul, Fribourg 1941.
- Nos responsabilités de femmes universitaires catholiques. Conférence faite à l’Assemblée générale de l’Union des femmes universitaires catholiques suisses à Lucerne, le 24 octobre 1948. Imprimerie Fragnière, Fribourg 1949.
- Ein Wegbahner der Volksschule. Pater Gregor Girard 1765–1850. O. Walter, Olten 1950.
- L’éducation chrétienne de la personnalité. Imprimerie Fragnière, Fribourg 1950.
- La pédagogie dans ses rapports avec les autres sciences. Imprimerie St-Paul, Fribourg 1965.

### Articles
- L’Ame de la femme : Essai d’analyse psychologique (Leçon faite aux journées d'études de l’Union internationale des Ligues féminines catholiques, Bruxelles, 1937). In: La femme catholique dans le monde contemporain. Plon, Paris 1939, S. 35–80.
- Les méthodes modernes d’enseignement et la pensée chrétienne. In: Educazione popolare alla luce del cristianesimo. Giubileo d’oro 1895–1945 della FDT. Conferenze della «Settimana Sociale». 30 agosto – 2 settembre 1945. La Buona Stampa, Lugano 1945.
- Die christliche Erziehung der Persönlichkeit. In: Heilpädagogische Werkblätter. Nr. 5, 1949.
- Le père Grégoire Girard, psychologue de l’enfance. In: Bulletin pédagogique. Organe de la Société fribourgeoise d’éducation et du Musée pédagogique. 1950.
- « Pourquoi une chaire de pédagogie à l’Université de Fribourg ? », La Liberté,‎ 16 juin 1956 (lire en ligne)